# 向氏高安殿内
高安殿内（たかやすどぅんち）または、高安家(たかやすけ)は伊江御殿四世伊江按司朝敷の三男垣花親方朝理を元祖とする第二尚氏の分家士族であった家。
六世朝良は伊江御殿の当主となったが、その後三度断絶の危機に瀕し、その都度伊江御殿から養嗣子を受け血脈を保っている。第二尚氏17代国王である尚灝王の四男伊江王子朝直の子朝常(王孫)が養嗣子となったことにより、現在子孫は尚灝王の血筋となる。

## 歴史
康熙五十一年（1712年）から咸豊十一年（1861年）の約150年間は玉城間切垣花の脇地頭職を務めた。その後、九世朝範が三司官座敷まで陞ったことで豊見城間切高安が与えられ、以後高安の脇地頭職に転任となる。
宗家である伊江御殿の五世伊江王子朝嘉に嗣子がいなかったため、1702年には六世朝良が養嗣子となり伊江御殿となっている。
十一世朝規の養嗣子として伊江王子朝直の五男朝常(尚灝王 王孫)が家統を継いだ。
養嗣子 十三世玉兎(改名前:我謝盛翼)は５代目首里市長を務めている。
十四世朝正の妻は尚泰王女の八重子・神山政良の姪であり、高嶺御殿十一世高嶺朝教の孫娘にあたる。朝正の甥にはジャーナリストの中島洋氏、孫には浅葉健介氏などがいる。

## 系譜
- 五世：向和憲・垣花親方朝理　(伊江按司朝敷三男)
- 六世：向良顯・伊江按司朝良　※伊江御殿六世となる
- 七世：向依義・垣花親雲上朝完　※伊江御殿六世の伊江按司朝良の次男。養嗣子となる
- 八世：向弘度・垣花親雲上朝則
- 八世：向廷材・垣花親雲上朝貫　※伊江御殿六世の伊江按司朝良の四男・豊平親雲上朝承の次男。養嗣子となる
- 九世：向宣猷・垣花里之子朝綱
- 九世：向宣忠・垣花里之子朝知
- 九世：向龍光・高安親方朝範
- 十世：向文晃・高安親方朝崇
- 十世：向文輝・高安親雲上朝盛
- 十世：向文烈・高安親雲上朝英
- 十一世：向克顯・朝典
- 十一世：向大謨・高安親雲上朝規
- 十一世：向大烈・高安里之子朝眞
- 十一世：向大猷・朝睦
- 十二世：向實行・高安朝常　※伊江御殿十一世の伊江王子朝直の五男。養嗣子となる
- 十三世：高安玉兎　※毛氏我謝家の五男。婿養子となり、我謝盛翼から改名
- 十四世：高安朝正